# Becky Zhu Wu
Becky Zhu Wu (en chino simplificado: 朱淑仪, en chino tradicional: 朱淑儀) (Mérida, Yucatán, 12 de septiembre de 2000) es una actriz mexicana de origen chino, conocida por interpretar a Adela Cheng en la serie de televisión de Amazon Prime, La cabeza de Joaquín Murrieta (2023).

## Biografía
Wu nació en Yucatán, México de padres inmigrantes chinos. A la edad de un año se traslada junto a sus padres a Cantón, China, sin embargo, regresó a México a los 8 años, estableciéndose nuevamente en Mérida.
Incursiona en el mundo de la actuación gracias al impulso de una amiga, quién le recomendó ir a una audición en la Ciudad de México para el papel de "una joven china que hable español, cantonés y mandarín con fluidez". Debido a lo específico del personaje la producción había tenido problemas para encontrar un casting adecuado. Tras realizar la audición es seleccionada para aparecer como Adela Cheng en lo que sería su debut como actriz. Habla mandarín, cantonés, español e inglés con fluidez. Estudia Ingeniería en Software en la Universidad Autónoma de Yucatán (UADY).